# Fédération française des trucs qui marchent
 (mars 2025).
La Fédération Française des Trucs qui Marchent (FFTM) est une association française promouvant des initiatives locales mises en place par des communes. Souvent peu coûteuses et facilement reproductibles, elles visent à améliorer la vie quotidienne des habitants et à répondre à des problématiques locales.

## Historique
L'association est cofondée en 2022 par Raphaël Ruegger, un conseiller municipal de Neuvy-sur-Barangeon (Cher). Il effectue un tour de France de dix mois, pour rencontrer des élus locaux et identifier des projets innovants.

## Objectif
Le but de la fédération est de valoriser ces initiatives locales et de les diffuser à l'échelle nationale. Chaque année, l'organisme sélectionne une dizaine de projets, portant notamment sur la mobilité, le logement, l'écologie, l'éducation ou la culture. Ils doivent répondre à trois critères: être portés par un exécutif local, avoir prouvé leur efficacité, et être reproductibles dans divers contextes, qu'il s'agisse d'un village de montagne ou d'une grande ville. Les coûts financiers sont restreints, en période de disette économique.
Par exemple, un projet de la municipalité de Saint-Dizier vise à ponctuellement remplacer des panneaux publicitaires par des œuvres d'art, assorties de la citation de Dostoïevski « La beauté sauvera le monde ». Soutenu par la Réunion des musées nationaux, le projet a été repris par 32 villes.
Les élus présentent les projets sélectionnés lors d'une soirée annuelle au Congrès des maires de France. Plusieurs médias relaient les initiatives.
L'association est soutenue par des sponsors privés et compte un salarié.